# 星野知也
星野　知也 （ほしの　ともや、1972年11月3日 -）は、神奈川県出身のモーターサイクル・ロードレースライダー

## 戦績
- 1995年 関東選手権　GP125　チャンピオン
- 2007年 全日本ロードレース選手権　GP-MONO　国内ライセンス2位　エスパルスドリームレンジャー から参戦（スズキ）
- 2008年 全日本ロードレース選手権　GP250　ランキング10位　WINJACK&4413 から参戦（ヤマハ）
- 2009年 全日本ロードレース選手権　GP250　ランキング3位（1勝） ミクニiBeat 4413 から参戦（ヤマハ）
- 2010年 全日本ロードレース選手権　GP-MONO　ミクニiBeatテリー&カリー から参戦（ハスクバーナ）
- 2011年 全日本ロードレース選手権　J-GP2　ランキング9位　　ミクニiBeatテリー&カリー から参戦（スズキ）
- 2012年 全日本ロードレース選手権　J-GP2　ランキング11位　　ミクニiBeatテリー&カリー から参戦（スズキ）
- 2013年 全日本ロードレース選手権　J-GP2　ランキング10位　SYNCEDGE4413 racingから参戦
- 2014年 全日本ロードレース選手権　J-GP2　ランキング13位　SYNCEDGE4413 racingから参戦

## プロフィール
- 神奈川県出身
- 身長180センチと大柄な体格ながら、コーナリングスピードの高さや、鋭いブレーキングを武器に小排気量クラスで活躍。
- 2010年の開幕戦筑波でトップスピードに劣るマシンを驚異のコーナリングでカバーして表彰台争いを演じるなど注目を集める
- 2011年からJ-GP2クラスに参戦し、2012年にはオートポリスで入賞
- 長身で長い手足を生かした巧みなマシンコントロールには定評があり、またレインコンディションに強いライダーとして知られる。
- またこの数年、ガレージ4413のデモカーに乗り、Zチャレンジで佐々木考太選手を破るなどドライバーとしても才能を発揮している
- 趣味はゲーム